# Henri de Liem
 (novembre 2023).
Henri Félix Prosper de Liem est un général d'artillerie belge, aide de camp du roi des Belges, né le 18 février 1792 à Lubbeek (Brabant). 

## Biographie
Il entra à l'École militaire de Saint-Cyr en 1809, et après avoir pris part aux dernières campagnes de l'Empire, il passa, en 1814, au service du royaume des Pays-Bas.
Lorsque la Révolution de 1830 amena la séparation de la Belgique d'avec les Pays-Bas, il consacra son épée au service de sa patrie devenue libre, prit part aux divers événements militaires qui suivirent, en qualité de commandant en chef de l'artillerie. En 1831, il fut nommé inspecteur général de l'artillerie et chargé d'organiser cette arme.
Ministre de la guerre en 1842, il s'opposa avec énergie aux exigences d'un parti parlementaire qui cherchait à réduire l'effectif des cadres. Malgré ses efforts, le général de Liem vit la Chambre des représentants, le 5 avril 1843, repousser ses propositions par un vote hostile auquel il répondit par sa retraite.
Cette conduite commanda l'estime à ses adversaires eux-mêmes; en reprenant ses anciennes fonctions, il prouva son désintéressement en refusant une épée d'honneur que les officiers de l'armée voulaient lui offrir.
La même année, il fut nommé aide-de-camp du roi et lieutenant-général.

## Sources
« Henri de Liem », dans Charles Mullié, Biographie des célébrités militaires des armées de terre et de mer de 1789 à 1850, 1852 [détail de l’édition]